# Museo Arqueológico y Etnológico de Córdoba
El Museo Arqueológico de Córdoba (MAECO), localizado en Córdoba (España), está situado en el antiguo palacio de los Páez de Castillejo y en un edificio anexo de nueva planta. Sus fondos los forman una gran variedad de piezas que abarcan desde la Prehistoria hasta la Baja Edad Media, además de tener en la planta sótano los restos arqueológicos del teatro romano de Colonia Patricia Corduba. Por lo tanto, el Museo une en una misma institución y espacio colecciones arqueológicas, un palacio del siglo XVI, un yacimiento arqueológico de gran tamaño, un edificio contemporáneo de nueva planta y la propia historia de la institución.
En 2022 fue el segundo museo de la Junta de Andalucía con más visitantes, unas 285 311 personas.

## Historia

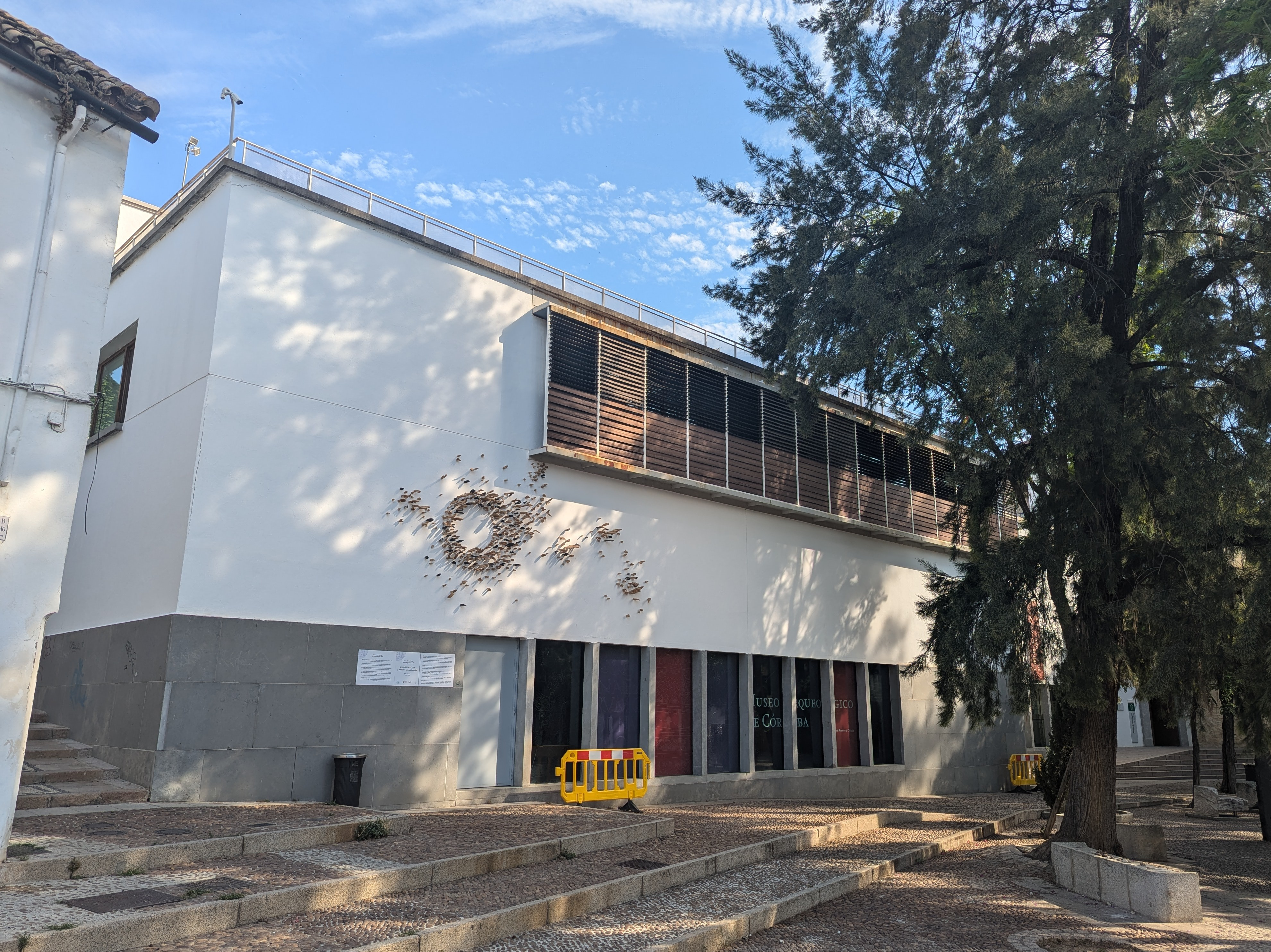
Exterior del edificio de ampliación del MAECO

El Museo Arqueológico de Córdoba, como la mayoría de las instituciones museísticas españolas, ha discurrido por una larga trayectoria histórica hasta desembocar en su sede actual, enclavada en el casco histórico cordobés, declarado Patrimonio de la Humanidad.

### Sedes precedentes(1868-1959)
El museo no tendrá sede definitiva hasta 1959. Previamente, sus fondos se trasladaban de un lugar a otro de la ciudad debido al constante crecimiento de los mismos, que demandaban un espacio físico que se adecuase a sus necesidades.
Durante las desamortizaciones emprendidas por los diferentes gobiernos españoles en la primera mitad del siglo XIX se acumuló un gran número de obras de arte y materiales arqueológicos.  Así, en el año 1844 se reúnen las piezas arqueológicas procedentes de las desamortizaciones de los conventos cordobeses en el Museo Provincial de Bellas Artes (ahora conocido como Museo de Bellas Artes de Córdoba), dando lugar a la Colección de Antigüedades, llamada posteriormente Sección de Antigüedades. El Museo de Bellas Artes experimentará varios traslados y, con ello, las obras cambiarían de localización en repetidas ocasiones: en primer lugar, el museo tuvo su sede en el colegio de la Asunción, posteriormente, en 1849, se trasladó a la Diputación Provincial para finalizar en el año 1861 en el Hospital de la Caridad, su sede actual.
El Museo Arqueológico Provincial de Córdoba se creó finalmente en 1868, año en el que pasó a tener la consideración de museo autónomo, aunque compartirá sede durante varios años con el Museo de Bellas Artes hasta que se produzca la separación física de ambas colecciones en el 1920. En la creación del Museo como institución van a desempeñar un papel muy importante las piezas procedentes de las expediciones arqueológicas de Almedinilla y Fuente Tójar en los años 1866 y 1867. En 1868 Luis Maraver y Alfaro, conservador del Museo, intentó adquirir el Oratorio de San Felipe Neri, pero no lo consiguió.
Fue gracias a la propuesta de Enrique Romero de Torres que la Comisión Provincial de Monumentos el día 9 de febrero de 1915 pide permiso para el arrendamiento de una casa como sede del Museo. En 1916 el director general de Bellas Artes anuncia la convocatoria de un concurso para alquilar una casa particular que se resolvería al año siguiente con el alquiler de la casa número cuatro de la plaza de San Juan. Sin embargo, este espacio aún era insuficiente para el Museo por lo que en 1921 se intentó adquirir el edificio de la Casa de los Expósitos, pero no fue posible. Poco después, el 1 de diciembre de 1925 y bajo la dirección de Joaquín María de Navascués, se vuelve a trasladar toda la colección, esta vez al edificio que ocupa la institución conocida como Casa Mudéjar de la calle Samuel de los Santos Gener, actualmente ocupada por Casa Árabe.

### Palacio de los Páez de Castillejo(desde 1959)
Durante esa etapa en la calle Velázquez Bosco estarán al frente del museo el ya nombrado Joaquín María de Navascués (1921-1925), Fernando Valls-Taberner  y Blas Taracena —en un breve paréntesis durante la Guerra Civil (1936-1938)—, José de la Torre y del Cerro (1938-1939) y Samuel de los Santos Gener (1926-1958). Fue este último quién impulsó el traslado de toda la colección a la actual sede, además de promover nuevas excavaciones y la realización de un nuevo inventario y catálogo, ya que durante su dirección se incrementó la colección con 10 000 piezas procedentes de diferentes trabajos arqueológicos. 

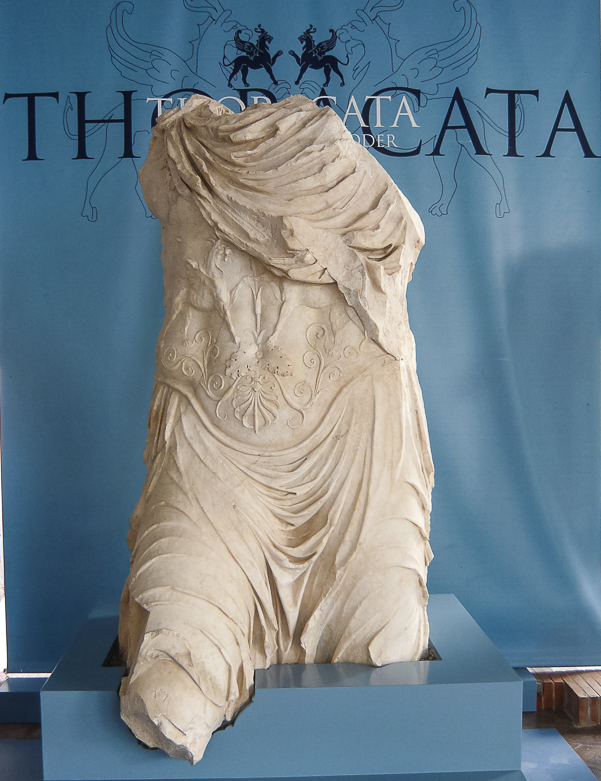
La Thoracata de Córdoba, una de las piezas más relevantes del museo expuesta desde 2008.

En 1942 el Estado adquirió el Palacio de los Páez de Castillejo y dos años después el Ministerio de Educación Nacional autorizó la adaptación del edificio cuyas obras se llevarían a cabo entre los años 1945 y 1959. Fue bajo la dirección de Ana María Vicent Zaragoza (1959-1987), cuando el museo se instaló definitivamente en su actual sede, el palacio de los Páez de Castillejo, produciéndose un incremento considerable de los fondos conservados tanto en cantidad como en calidad, la creación del servicio de investigación de la Arqueología Urbana de Córdoba, el nacimiento de la biblioteca especializada en arqueología, y la edición de una revista científica, Corduba Archaeologica. Fue la directora la que diseñó todo el recorrido expositivo y su museografía (basándose en la planificación anterior de Samuel de los Santos). Se inauguró en 1961 la primera planta en la que se exponían materiales desde la Prehistoria hasta época visigoda; y en 1962 la segunda planta con materiales de época andalusí y mudéjar. De esta forma, el Museo Arqueológico de Córdoba se convierte en uno de los más completos de España, siendo declarados su edificio Monumento Histórico Artístico en 1962, y Bien de Interés Cultural dentro de la categoría de Monumento desde la creación de la ley de Patrimonio Histórico Español de 1985.

### Ampliación
La ampliación de la sede del museo se comienza a planear en los años 1970 cuando se compran una serie de casas anexas al palacio. Sin embargo, es a comienzos de los años 1990 cuando se ven algunos de los problemas y necesidades del edificio y se empieza a pensar en su ampliación y rehabilitación con una planificación previa durante la dirección de Ana María Vincent.
Para renovar el palacio de los Páez de Castillejo, se redactó en 1992 un Programa Museológico (actualizado en 1997) para poner las bases a una futura ampliación. El Proyecto de Ampliación y Reforma contemplaba la construcción de un edificio de nueva planta, la rehabilitación y adecuación del palacio y la puesta en valor del yacimiento arqueológico. 

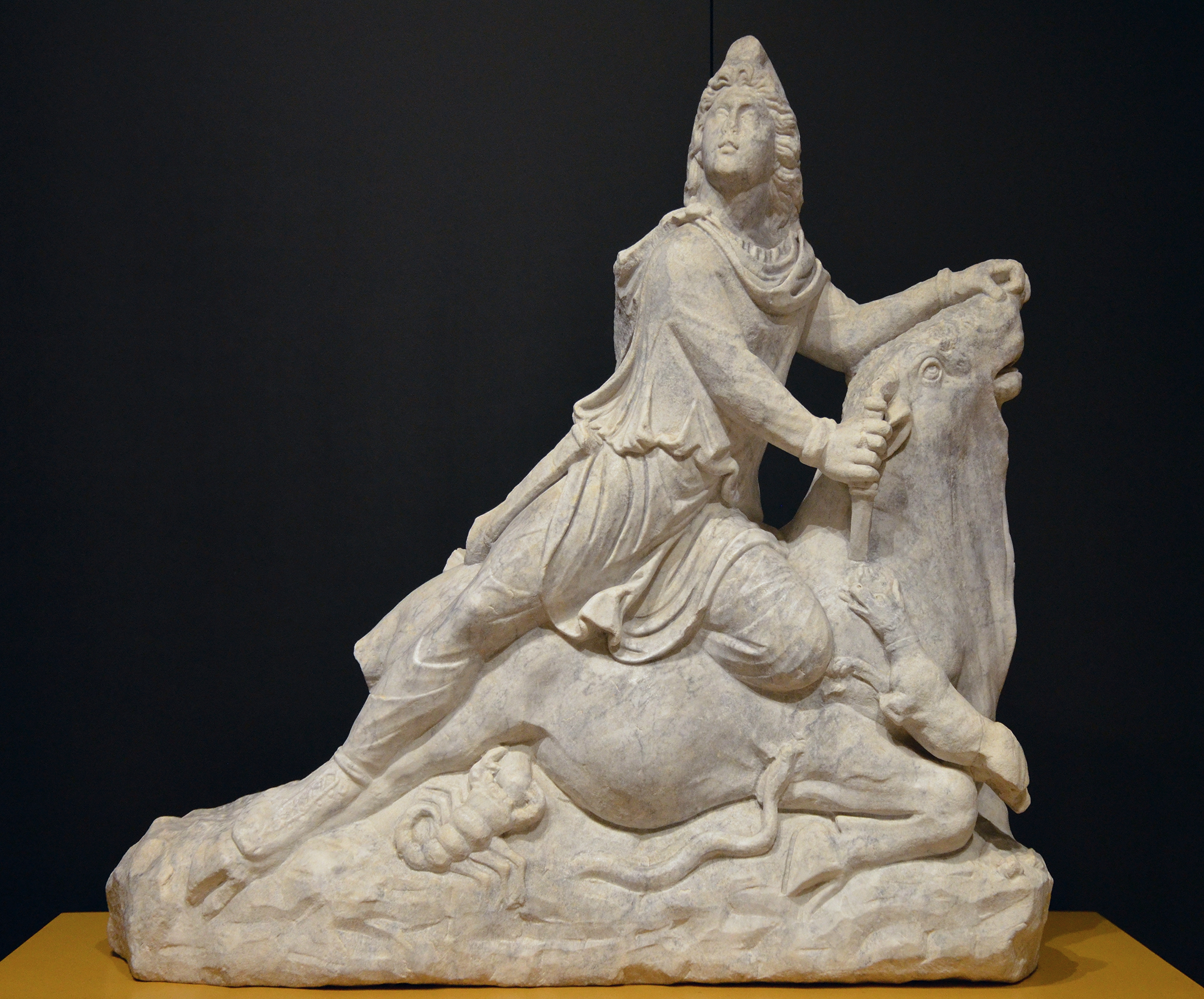
El Mitra de Cabra, única escultura de temática mitraica de la península ibérica.

En 1998 se convocó un concurso de ideas para la construcción de un edificio de nueva planta destinado a la ampliación del Museo, resultando vencedor el proyecto defendido por el equipo del arquitecto Pau Soler Serratosa y cuyo responsable del proyecto arquitectónico fue la empresa IDOM.
Paralelamente, se impulsaron los estudios arqueológicos en los solares anexos, donde se descubrió el antiguo teatro de Colonia Patricia Corduba, así como talleres artesanales tardorromanos y casas medievales andalusíes, que conectan históricamente con los restos de época medieval conservados dentro del palacio y con la gran construcción renacentista de Hernán Ruiz II.
La construcción del nuevo edificio comenzó en enero de 2001, aunque en el año 2002 se produjo una paralización. En 2003 se crea un nuevo Programa para las colecciones, exposiciones y difusión y comunicación. En el año 2006 comienzan los estudios del yacimiento romano, así como para su conservación y restauración y ya al año siguiente se da el levantamiento topográfico del mismo. Las obras del nuevo edificio finalizaron en el año 2009 y el 31 de enero de 2011 se inauguró incluyendo el yacimiento arqueológico del teatro romano.

### Restauración
Sin embargo, a pesar de que se construyó un nuevo edificio anexo, todavía está pendiente la restauración del palacio de los Páez, que desarrolla el programa expositivo del Museo. Entre los años 2003 y 2007 se llevaron a cabo una obra de emergencia y los estudios para la rehabilitación del palacio. En abril de 2017, el Gobierno fue instado por el Senado a restaurar la sede del museo. Finalmente, en febrero de 2018 el Gobierno indicó que se restauraría por fases, comenzando por la restauración de la fachada. La primera fase comenzó en enero de 2020 con un presupuesto de 613 849 euros, cuya terminación concluyó el 18 de junio de 2021.

## Colecciones

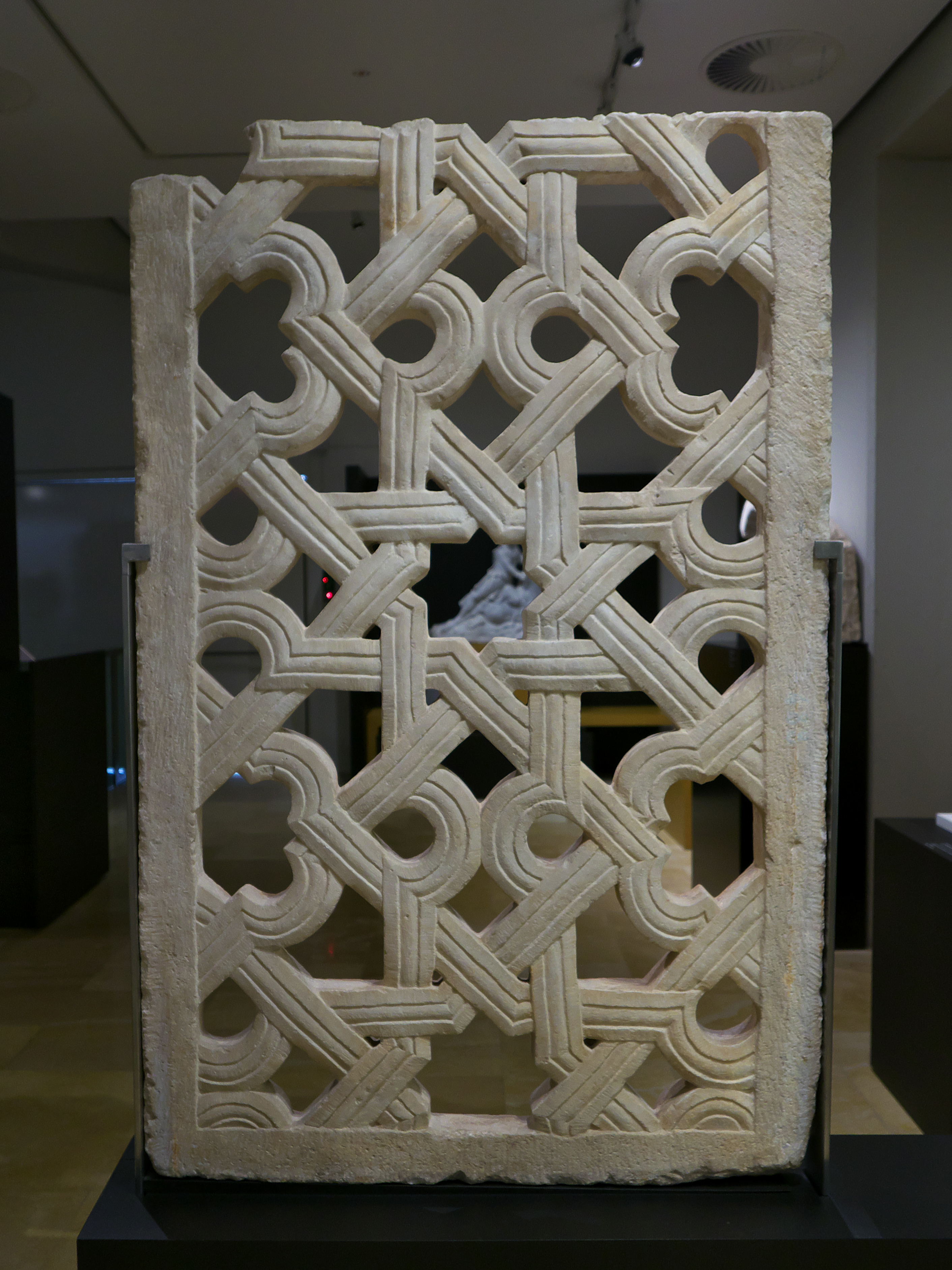
Celosía califal de mármol

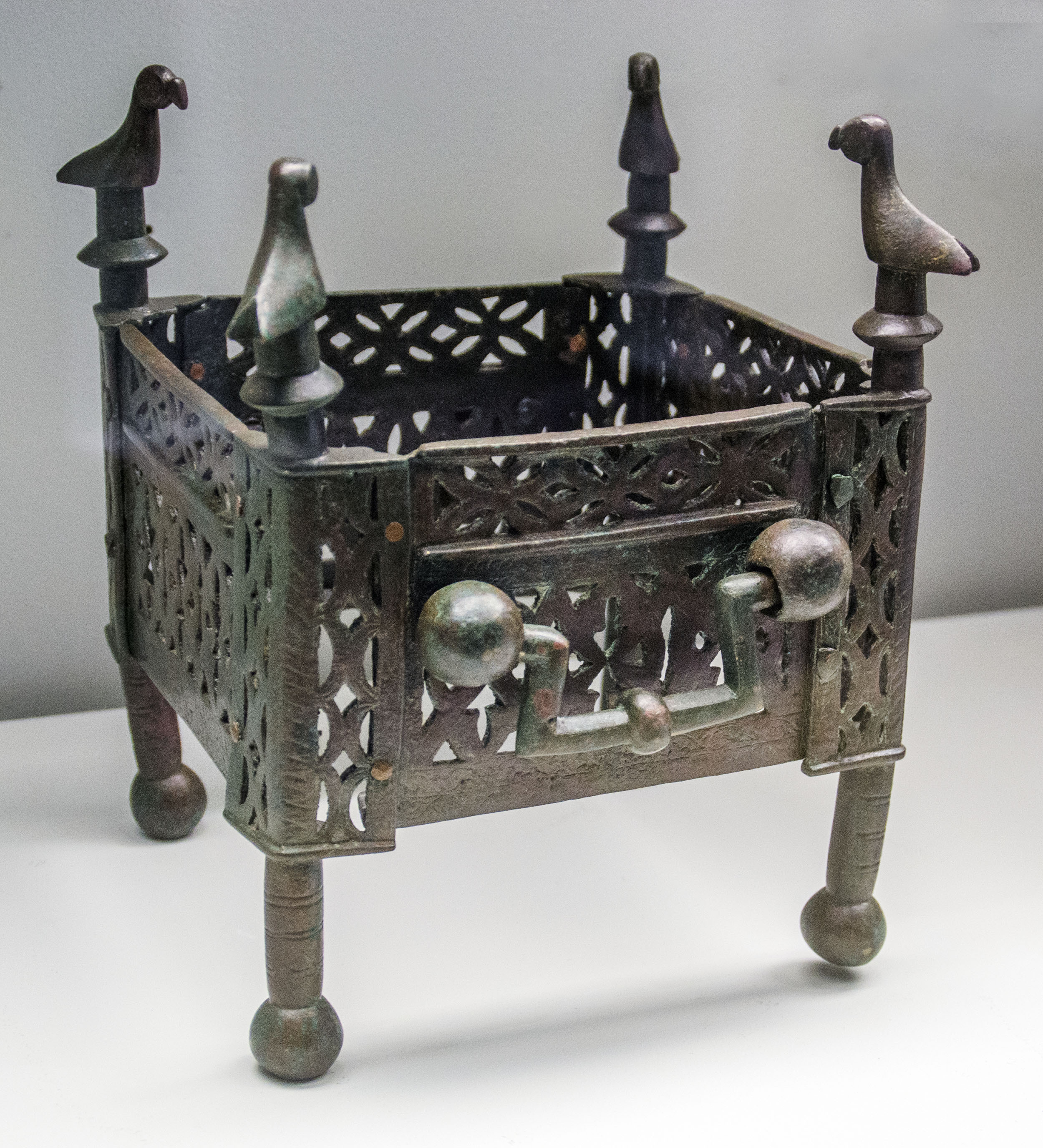
Brasero de bronce-latón de época almohade (siglo XII) hallado en Córdoba

Los fondos del museo se comenzaron a reunir con la desamortización del año 1835 y con la creación de las Comisiones de Monumentos Histórico-Artísticos en 1844. Entre los años 1926 y 1959 se llevaron a cabo un gran número de excavaciones en la ciudad lo que conllevó un incremento en las colecciones. Asimismo, durante la dirección de Ana M.ª Vicent, entre los  años 1960 y 1985, se vuelve a incrementar el número debido al control de las excavaciones arqueológicas de la ciudad de Córdoba.
En el museo se conservan unas 33 500 piezas inventariadas, que abarcan desde la Prehistoria hasta la Baja Edad Media. Estas piezas son destacables tanto por su cuantía como por su calidad así como por su estado de conservación y su carácter único.
Pero además de estas obras tan señaladas también es de gran importancia los fondos de numismática andalusí, las cerámicas neolíticas del sur de la provincia, las lápidas funerarias de gladiadores (la más abundante después de la de Roma) y la de mosaicos con más de 600 ejemplares.
Asimismo, las colecciones del museo se encuentran en continuo crecimiento debido a la riqueza arqueológica del subsuelo de la capital cordobesa, pero también por los ingresos de piezas procedentes del resto de la provincia y otros derivados de los proyectos de investigación.
Sin embargo, estas no son las únicas fuentes de ingreso de materiales arqueológicos, ya que también son de gran importancia las donaciones y depósitos tanto de particulares como de incautaciones de materiales realizadas por las autoridades, hallazgos fortuitos y, fundamentalmente, por las intervenciones arqueológicas de la Consejería de Cultura.
Todo esto hizo necesario la utilización de un almacén externo a las dependencias museísticas, el cual está localizado en el Silo de Córdoba, también un monumento catalogado BIC desde el año 2015.

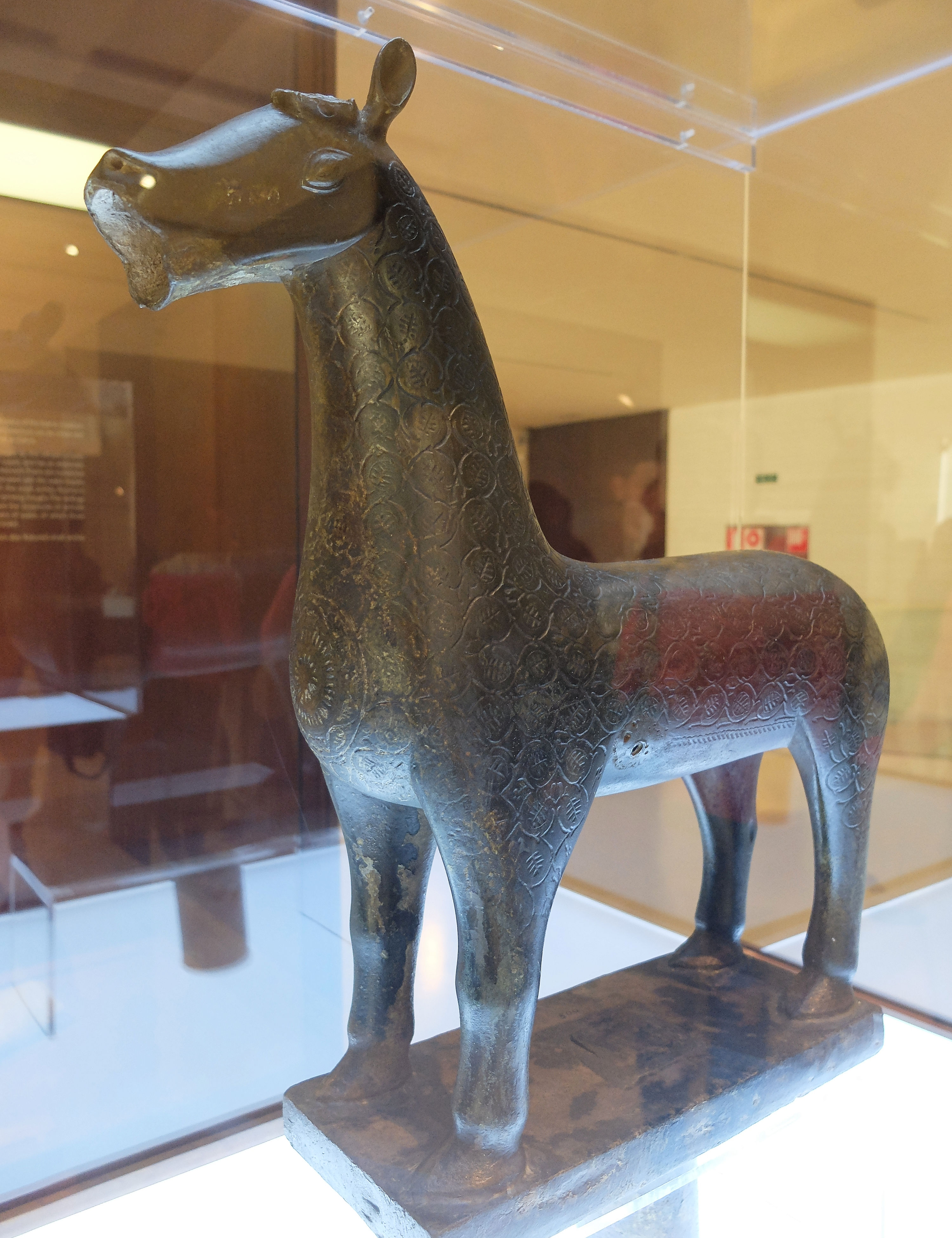
Cervatillo de Medina Azahara (siglo X).
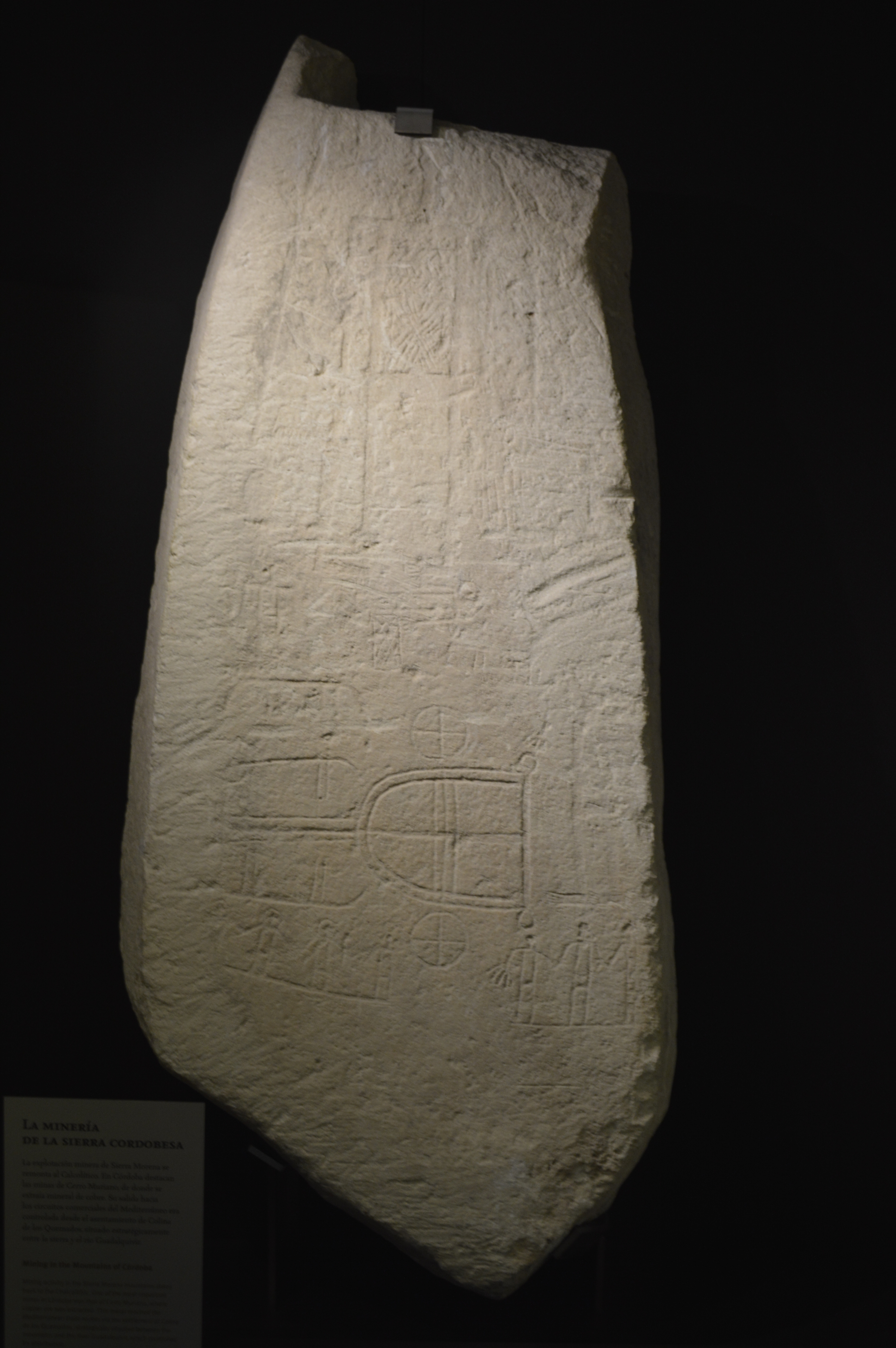
Estela de Ategua (Bronce Final, periodo Orientalizante, siglos X-VII a. C.).
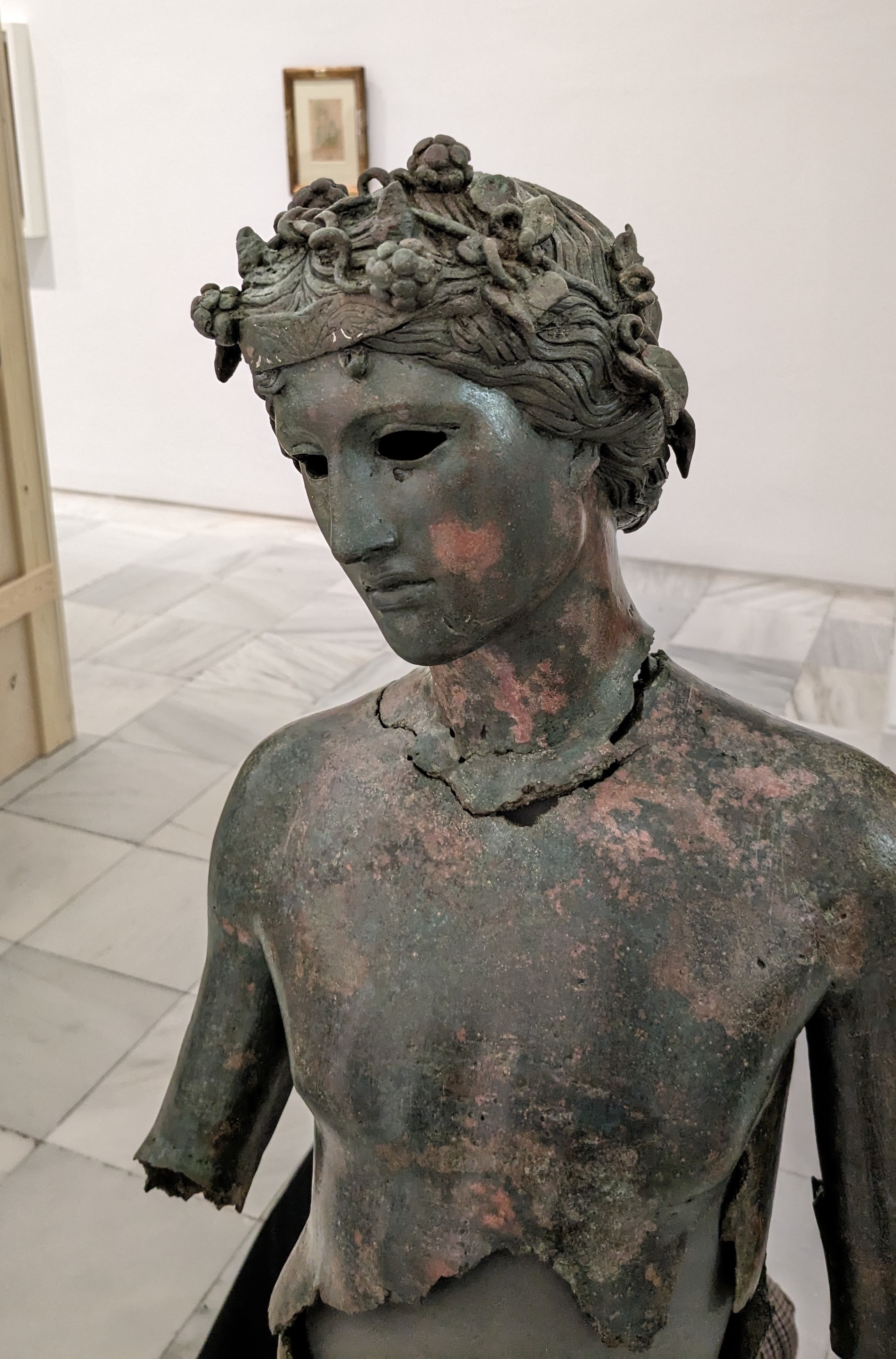
Efebos de Pedro Abad
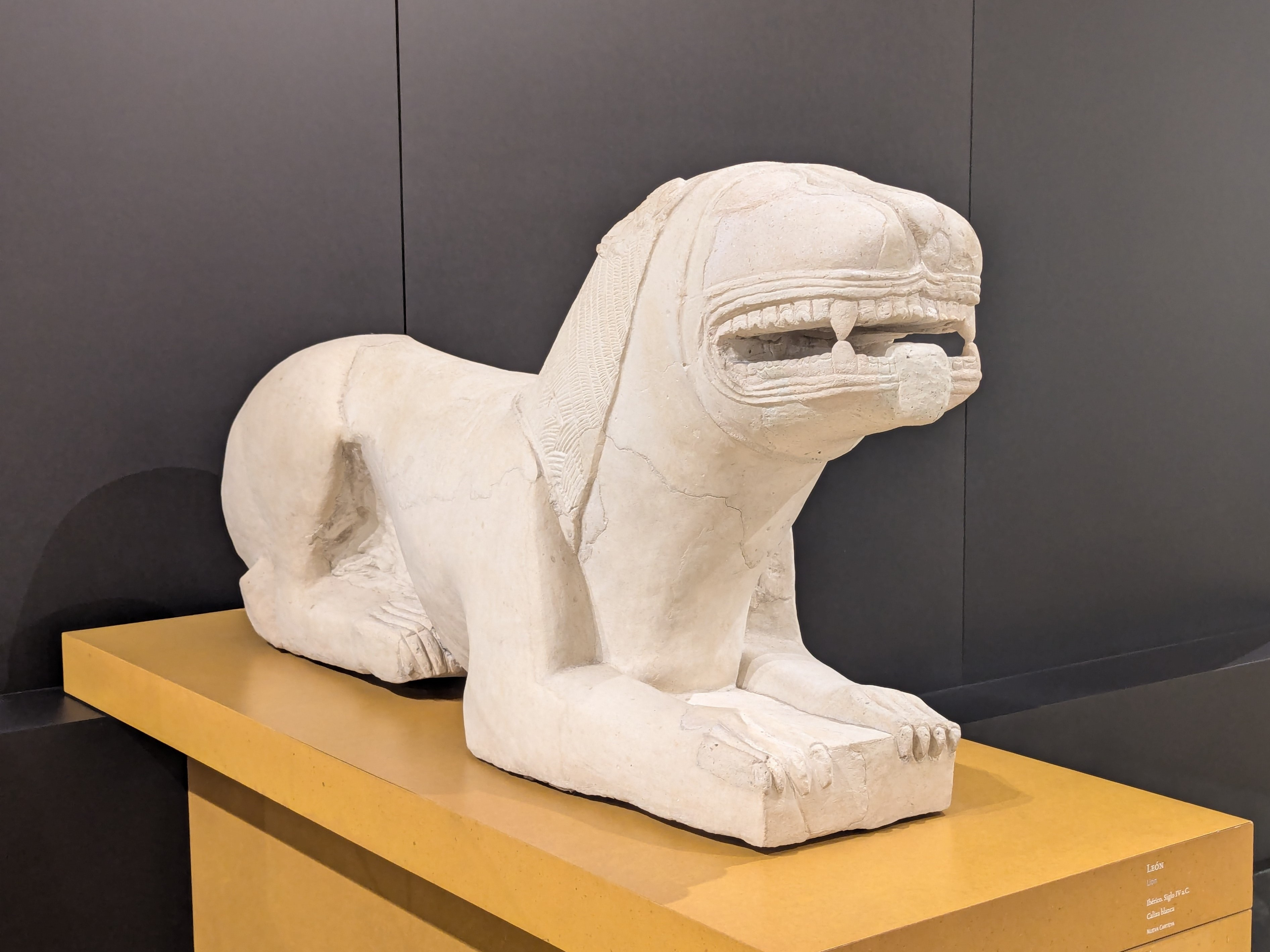
León ibérico de Nueva Carteya (siglo IV a. C.).
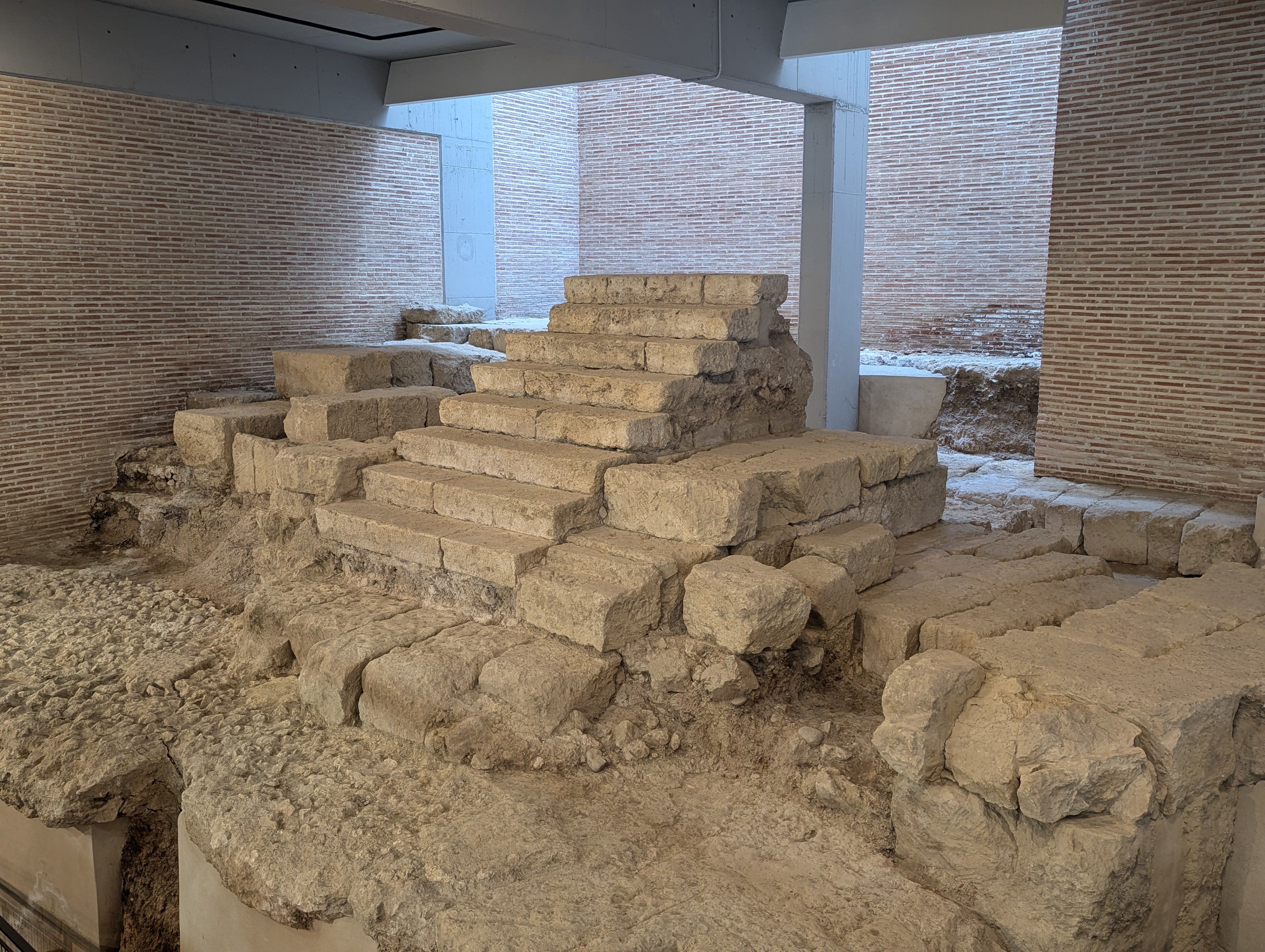
Restos del teatro romano conservados in situ (siglo I).
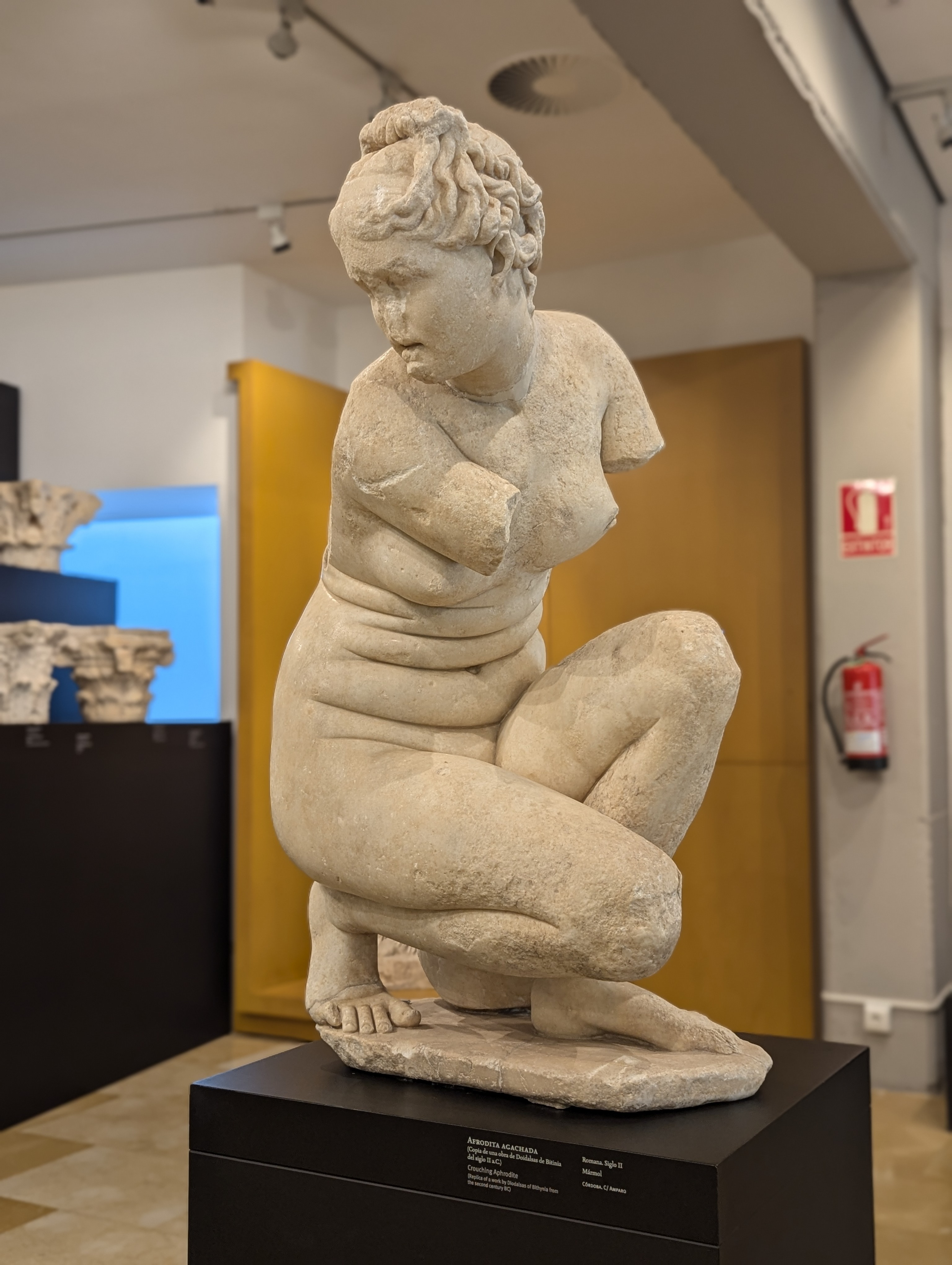
Afrodita agachada. Copia romana (siglo II) de un original griego de Doidalsas de Bitinia.
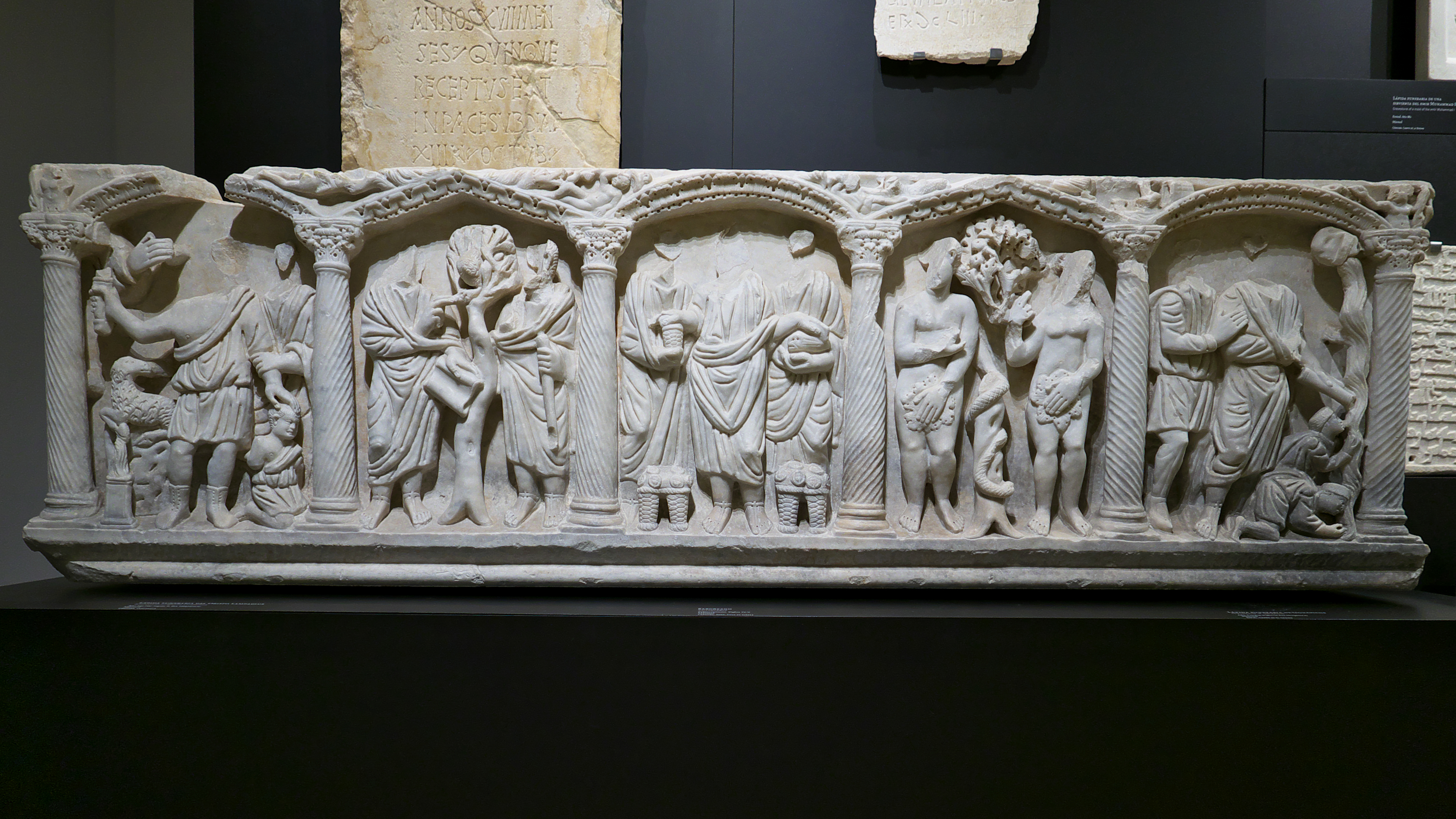
Sarcófago paleocristiano de Córdoba (siglo IV).
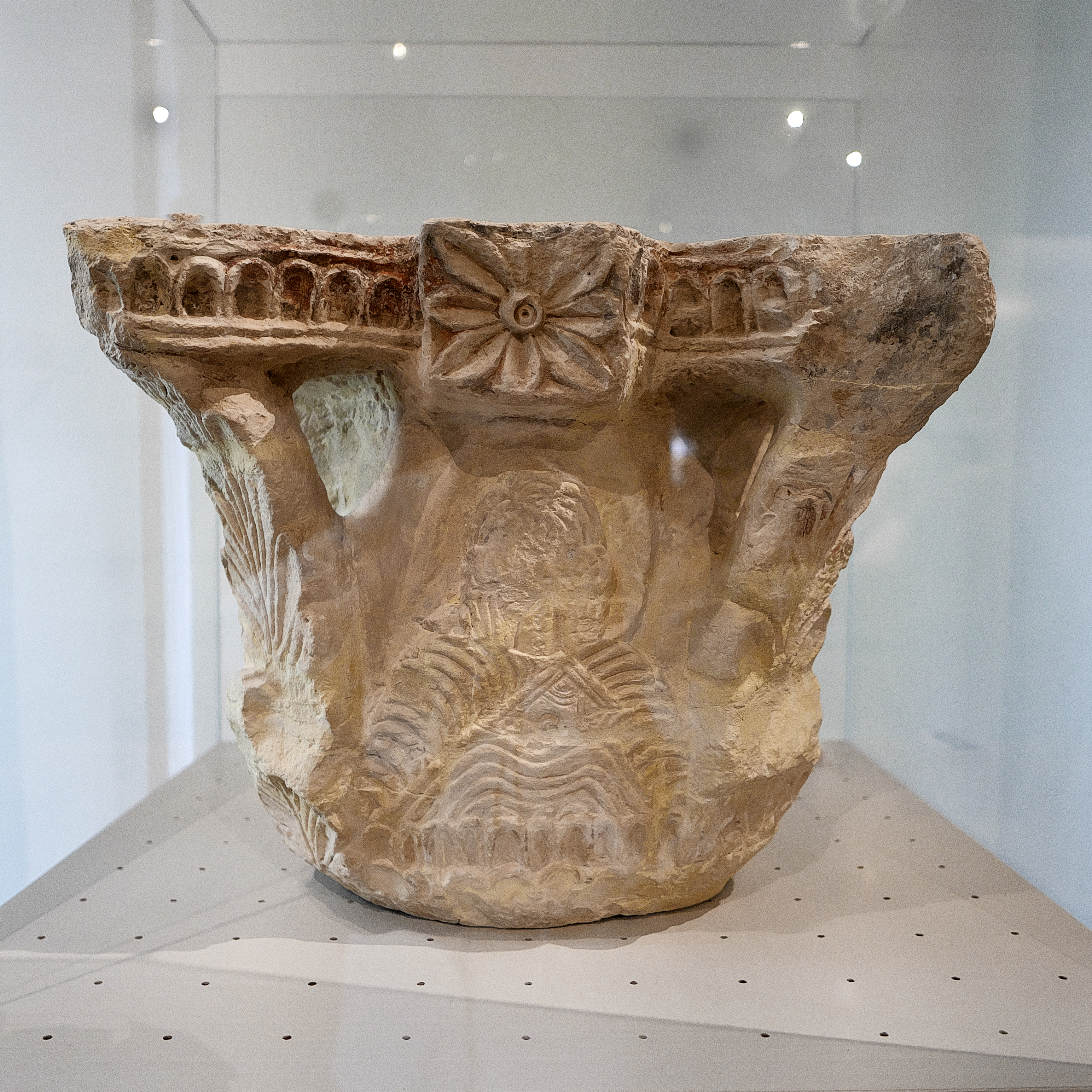
Capitel visigodo de los Evangelistas (siglo VI-VII).
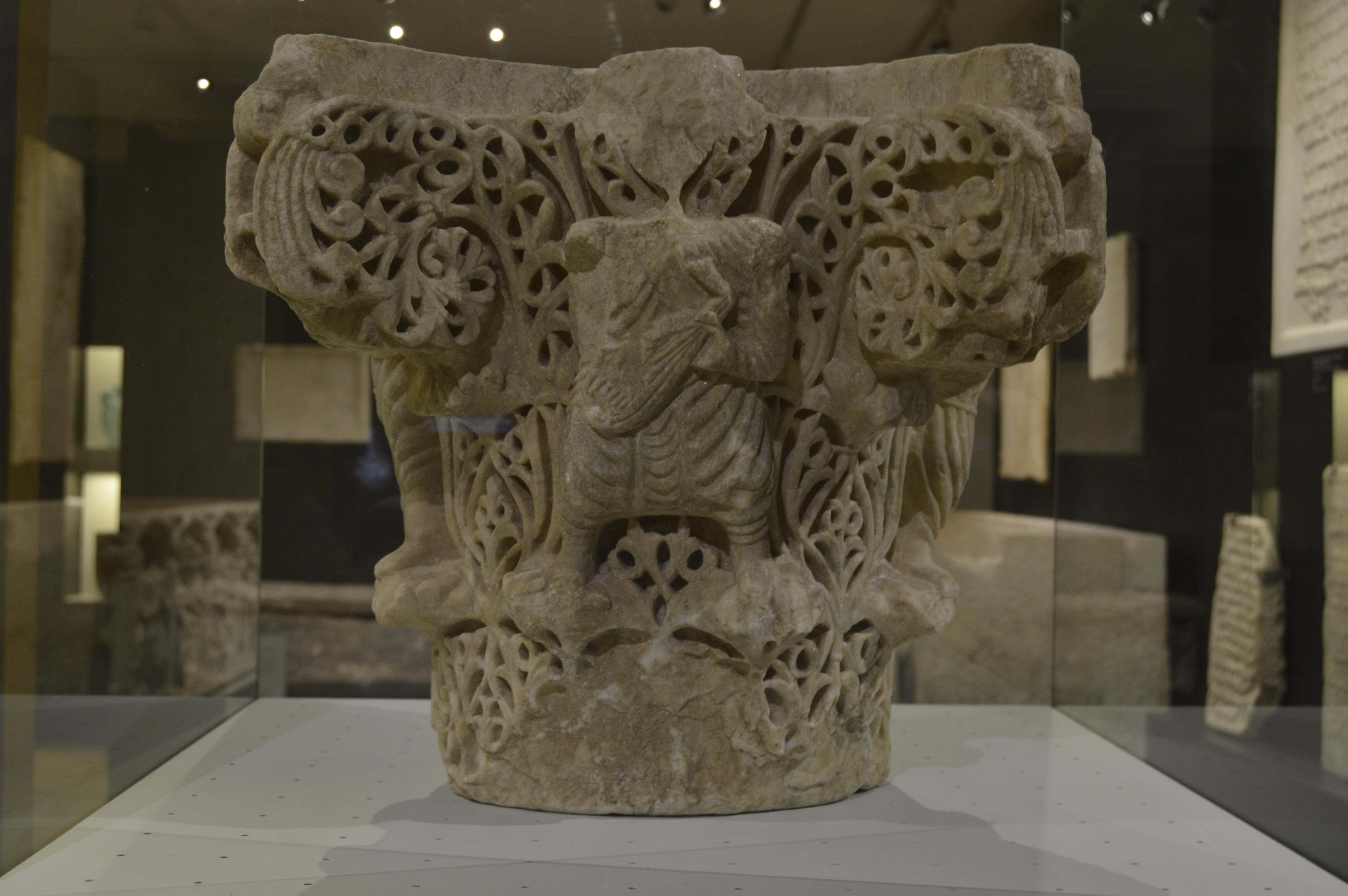
Capitel de los músicos (segunda mitad del siglo X).
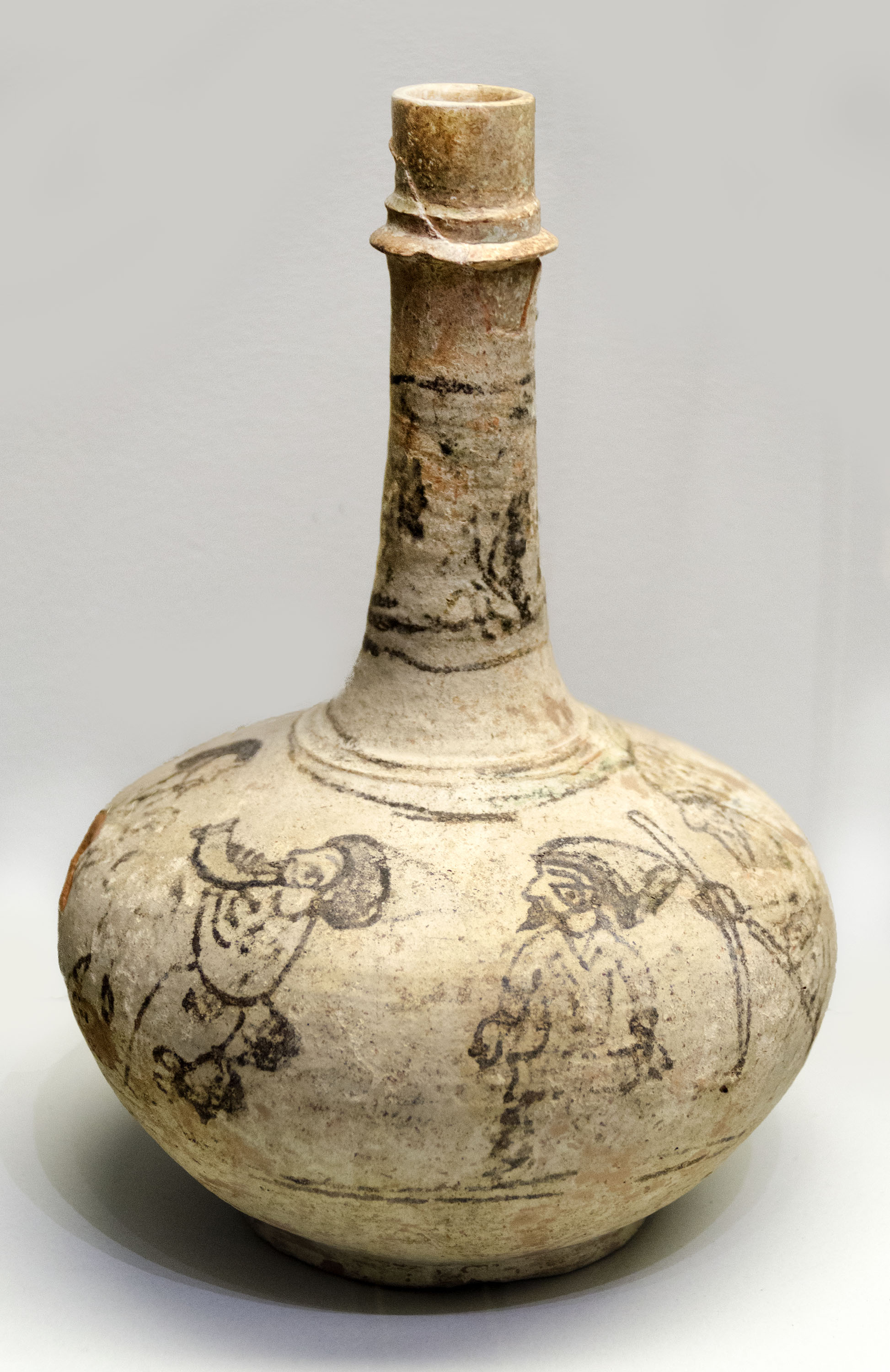
Botella de los músicos (siglo X).
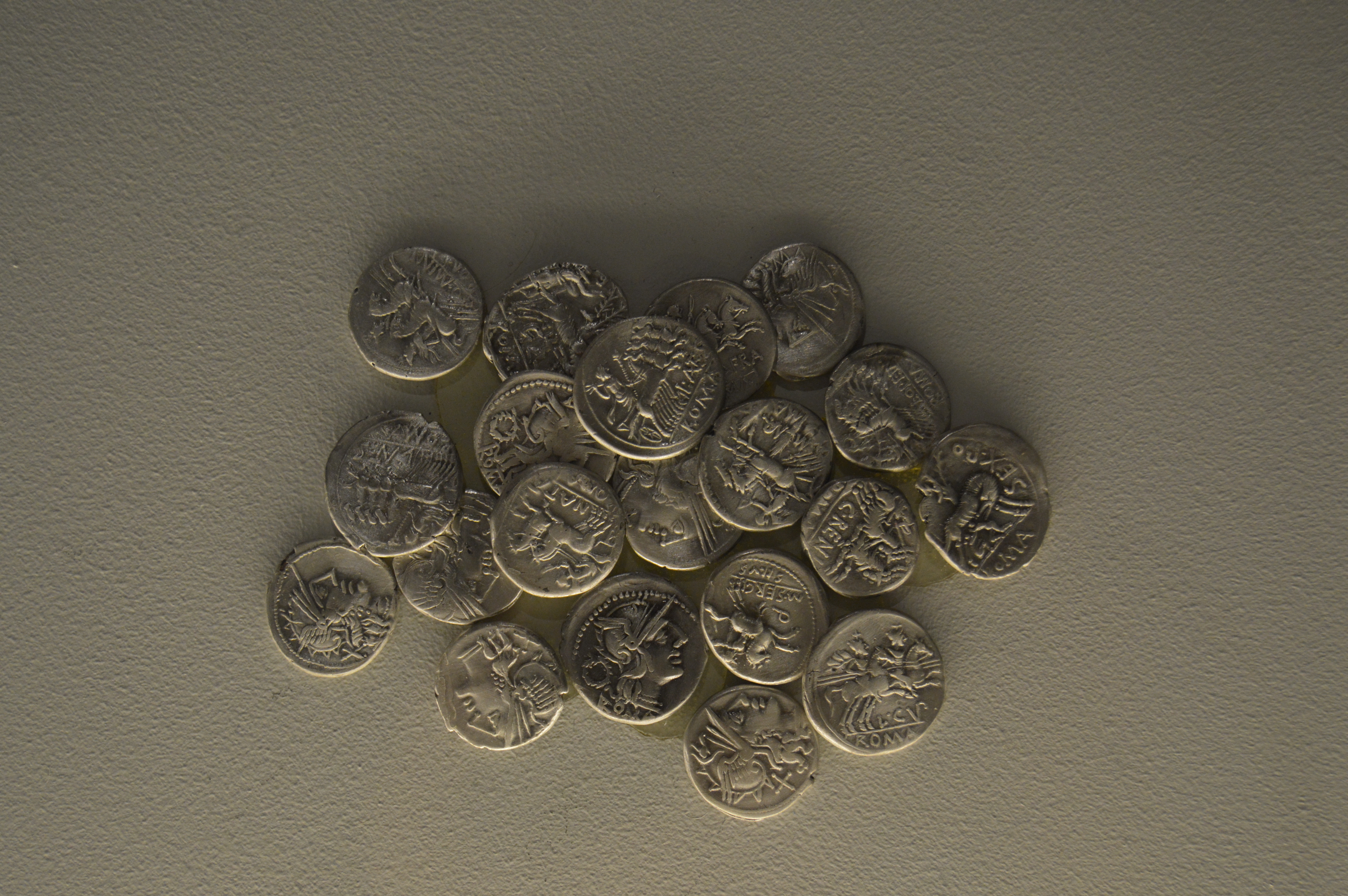
Tesorillo de los Almadenes (siglo II a. C.).
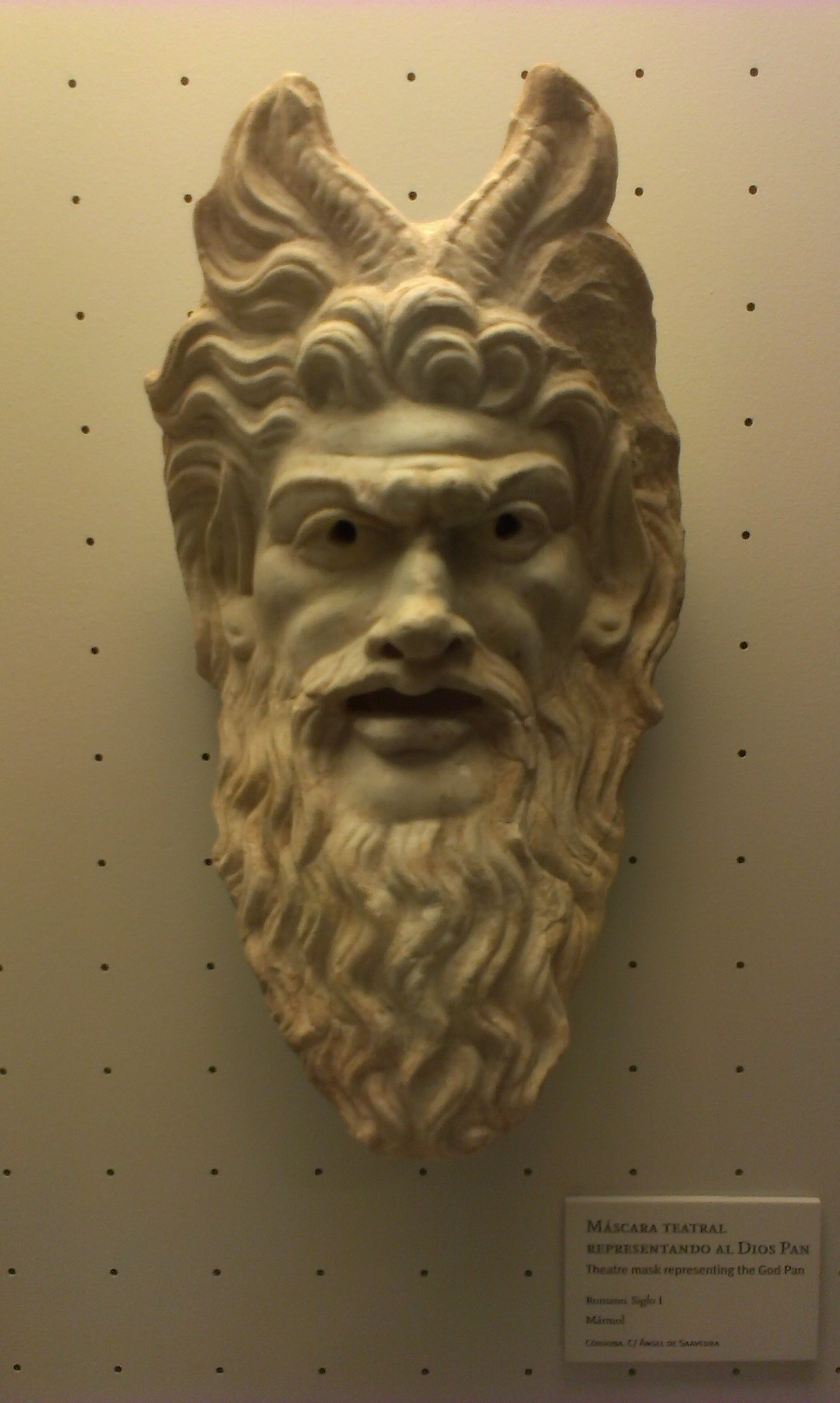
Máscara teatral del dios Pan.
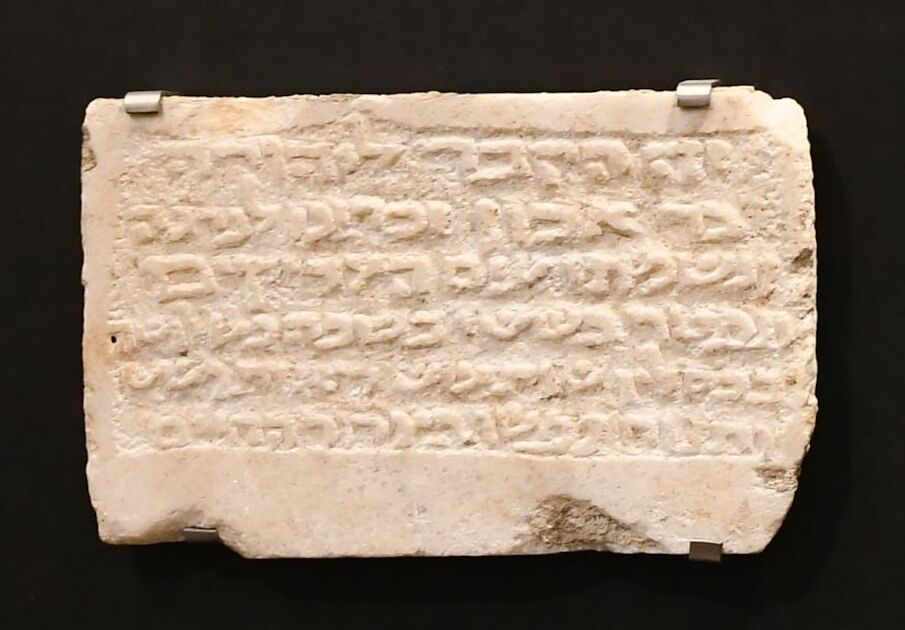
Lápida hebrea de Yehudah Bar Akon del año 845.

## Exposiciones y actividades culturales
El Museo Arqueológico de Córdoba cuenta con una exposición semitemporal y una programación anual de actividades culturales con ciclos consolidados dedicados a la difusión de la cultura material de la historia de Córdoba para afianzar la importancia del mismo dentro de la programación cultural de la ciudad.
1. Exposición “Córdoba, encuentro de Culturas”: se trata de una exposición con la finalidad de presentar las piezas más representativas de los fondos del museo. Ocupa las dos salas de exposiciones temporales del nuevo edificio. En un primer momento se planteó la posibilidad de que fuese una exposición de tiempo limitado, es decir, temporal, pues debía de ir a la par que las obras de restauración del palacio.  El tema de la exposición no es cronológico ni geográfico, sino temático, siendo el tema principal el intercambio cultural de la ciudad de Córdoba a lo largo de su historia. La exposición se reparte de la siguiente manera: en la primera planta se hace una introducción mediante la exposición de piezas como muestra de la evolución y el uso del territorio de la provincia de Córdoba la que se ha llamado “Córdoba y su territorio”; también en esta planta se exponen piezas mostrando a Córdoba como centro de poder durante cada una de las etapas históricas con el nombre de “Córdoba, poder y centralidad”; mientras que en la planta baja se encuentra la unidad expositiva “Vivir en Córdoba” exponiendo piezas relacionadas con la vida cotidiana.   Se recomienda realizar la visita comenzando por la primera planta y seguir por la planta baja que conduce al sótano donde están musealizados los restos arqueológicos del teatro romano. Además, durante todo el recorrido expositivo se cuenta con medios audiovisuales e interactivos.[14]
2. La pieza del mes. Ciclo de conferencias realizadas el último domingo de cada mes en el Museo Arqueológico en el que se habla de una de las piezas más destacadas del mismo.
3. Miércoles en el Museo. Ciclo de conferencias realizadas un miércoles al mes en el Museo Arqueológico de Córdoba cuyos temas tratan sobre las novedades en las investigaciones arqueológicas en la ciudad y provincia de Córdoba.
4. Además de estos dos ciclos de conferencias también se realizan visitas guiadas a la exposición “Córdoba encuentro de Culturas”  que deben ser concertadas con antelación.
5. Otro de los atractivos para visitar este museo arqueológico son sus exposiciones temporales de diferentes temáticas.
6. Otra actividad realizada desde el museo son los talleres didácticos infantiles programados de acuerdo con festividades y fechas señaladas del año.